# باول غريغوري (لاعب إسكواش)
باول غريغوري (بالإنجليزية: Paul Gregory)‏ هو لاعب إسكواش بريطاني، ولد في 2 يوليو 1968 في لندن في المملكة المتحدة.

## وصلات خارجية
- باول غريغوري على موقع SquashInfo.com (الإنجليزية)